# Lasse (Pyrénées-Atlantiques)
Pour les articles homonymes, voir Lasse.
Lasse (en basque : Lasa) est une commune française, située dans le département des Pyrénées-Atlantiques en région Nouvelle-Aquitaine.
Le gentilé est Lasar.

## Géographie

### Localisation
La commune de Lasse se trouve dans le département des Pyrénées-Atlantiques, en région Nouvelle-Aquitaine et est frontalière avec l'Espagne (Communauté forale de Navarre).
Elle se situe à 119 km par la route de Pau, préfecture du département, à 52 km de Bayonne, sous-préfecture, et à 43 km de Mauléon-Licharre, bureau centralisateur du canton de Montagne Basque dont dépend la commune depuis 2015 pour les élections départementales.
La commune fait en outre partie du bassin de vie de Saint-Jean-Pied-de-Port.
Les communes les plus proches sont : 
Ascarat (1,5 km), Uhart-Cize (1,5 km), Saint-Jean-Pied-de-Port (2,0 km), Ispoure (2,6 km), Anhaux (2,9 km), Caro (3,6 km), Saint-Michel (3,9 km), Irouléguy (4,0 km).
Sur le plan historique et culturel, Lasse fait partie de la province de la Basse-Navarre, un des sept territoires composant le Pays basque,. La Basse-Navarre en est la province la plus variée en ce qui concerne son patrimoine, mais aussi la plus complexe du fait de son morcellement géographique. Depuis 1999, l'Académie de la langue basque ou Euskalzaindia divise la Basse-Navarre en six zones,. La commune est dans le pays de Baïgorry-Ossès (Baigorri-Ortzaize), au sud-ouest de ce territoire.

### Communes limitrophes
Les communes limitrophes sont  Anhaux, Arnéguy, Ascarat, Banca, Luzaide et Uhart-Cize.
|        | Ascarat                     |            |
| Anhaux | Lasse                       | Uhart-Cize |
| Banca  | Luzaide/Valcarlos (Espagne) | Arnéguy    |

### Paysages et relief
L'Adartza, 1250 m, est un mont situé entre Saint-Étienne-de-Baïgorry, Lasse et Anhaux.

Le Munhoa (ou Monhoa), 1021 m, est un mont situé entre Saint-Étienne-de-Baïgorry et Saint-Jean-Pied-de-Port. On y accède à partir d'Anhaux, Lasse ou Saint-Étienne-de-Baïgorry.

### Hydrographie

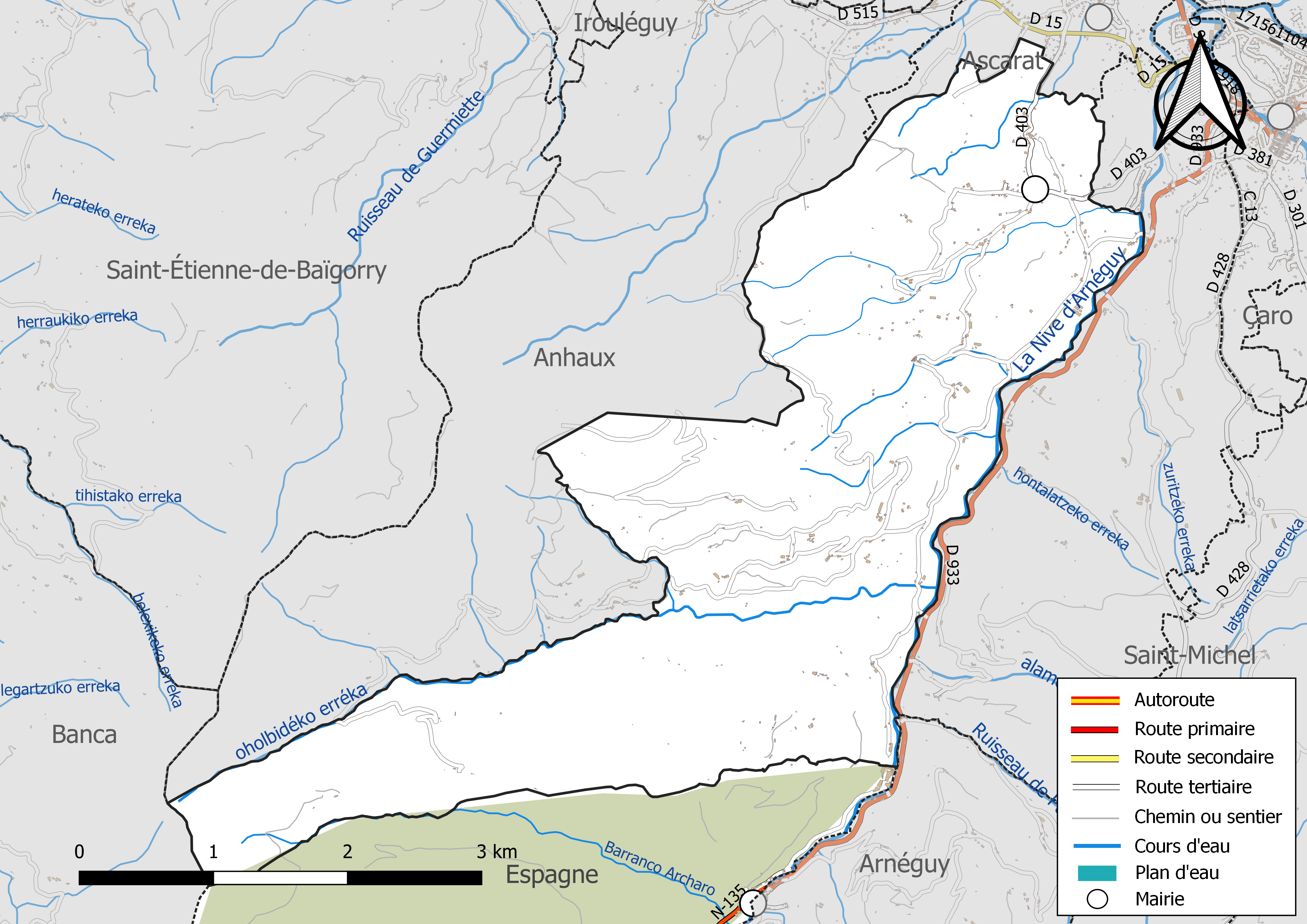
Réseaux hydrographique et routier de Lasse.

La commune est drainée par la Nive d'Arnéguy, Oholbidéko erréka, le Barranco Archaro, le ruisseau de Hontalatzé, et par divers petits cours d'eau, constituant un réseau hydrographique de 15 km de longueur totale,.
La Nive d'Arnéguy, d'une longueur totale de 20,8 km, naît au pied du col d'Ibañeta, dans la commune de Luzaide (Espagne), et s'écoule du sud vers le nord. Elle traverse la commune et se jette dans la Nive à Uhart-Cize, après avoir traversé 4 communes.

### Climat
Pour des articles plus généraux, voir Climat de la Nouvelle-Aquitaine et Climat des Pyrénées-Atlantiques.
Historiquement, la commune est exposée à un micro climat océanique basque.  
En 2020, Météo-France publie une typologie des climats de la France métropolitaine dans laquelle la commune est exposée à un climat de montagne et est dans la région climatique Pyrénées atlantiques, caractérisée par une pluviométrie élevée (>1 200 mm/an) en toutes saisons, des hivers très doux (7,5 °C en plaine) et des vents faibles.
Pour la période 1971-2000, la température annuelle moyenne est de 13,3 °C, avec une amplitude thermique annuelle de 12,5 °C. Le cumul annuel moyen de précipitations est de 1 568 mm, avec 12,8 jours de précipitations en janvier et 8,8 jours en juillet. Pour la période 1991-2020, la température moyenne annuelle observée sur la station météorologique la plus proche, située sur la commune de Bustince-Iriberry à 7 km à vol d'oiseau, est de 13,9 °C et le cumul annuel moyen de précipitations est de 1 327,4 mm,. Pour l'avenir, les paramètres climatiques de la commune estimés pour 2050 selon différents scénarios d’émission de gaz à effet de serre sont consultables sur un site dédié publié par Météo-France en novembre 2022.

### Milieux naturels et biodiversité

#### Réseau Natura 2000
Le réseau Natura 2000 est un réseau écologique européen de sites naturels d'intérêt écologique élaboré à partir des Directives « Habitats » et « Oiseaux », constitué de zones spéciales de conservation (ZSC) et de zones de protection spéciale (ZPS).
Deux sites Natura 2000 ont été définis sur la commune au titre de la « directive Habitats », : 
- « la Nive », d'une superficie de 9 473 ha, un des rares bassins versants à accueillir l'ensemble des espèces de poissons migrateurs du territoire français, excepté l'Esturgeon européen[24] ;
- les « montagnes des Aldudes », d'une superficie de 18 474 ha, ayant une vocation essentiellement pastorale, et dans une moindre mesure forestière, ce qui a engendré une mosaïque complexe de milieux, qui accueillent une grande diversité d’espèces de flore et de faune[25].

#### Zones naturelles d'intérêt écologique, faunistique et floristique
L’inventaire des zones naturelles d'intérêt écologique, faunistique et floristique (ZNIEFF) a pour objectif de réaliser une couverture des zones les plus intéressantes sur le plan écologique, essentiellement dans la perspective d’améliorer la connaissance du patrimoine naturel national et de fournir aux différents décideurs un outil d’aide à la prise en compte de l’environnement dans l’aménagement du territoire.
Une ZNIEFF de type 2 est recensée sur la commune, : 
le « réseau hydrographique des Nives » (3 596,23 ha), couvrant 33 communes du département.

## Urbanisme

### Typologie
Au 1er janvier 2024, Lasse est catégorisée commune rurale à habitat dispersé, selon la nouvelle grille communale de densité à sept niveaux définie par l'Insee en 2022.
Elle appartient à l'unité urbaine de Saint-Jean-Pied-de-Port, une agglomération intra-départementale regroupant sept  communes, dont elle est une commune de la banlieue,,. Par ailleurs la commune fait partie de l'aire d'attraction de Saint-Jean-Pied-de-Port, dont elle est une commune de la couronne,. Cette aire, qui regroupe 22 communes, est catégorisée dans les aires de moins de 50 000 habitants,.

### Occupation des sols

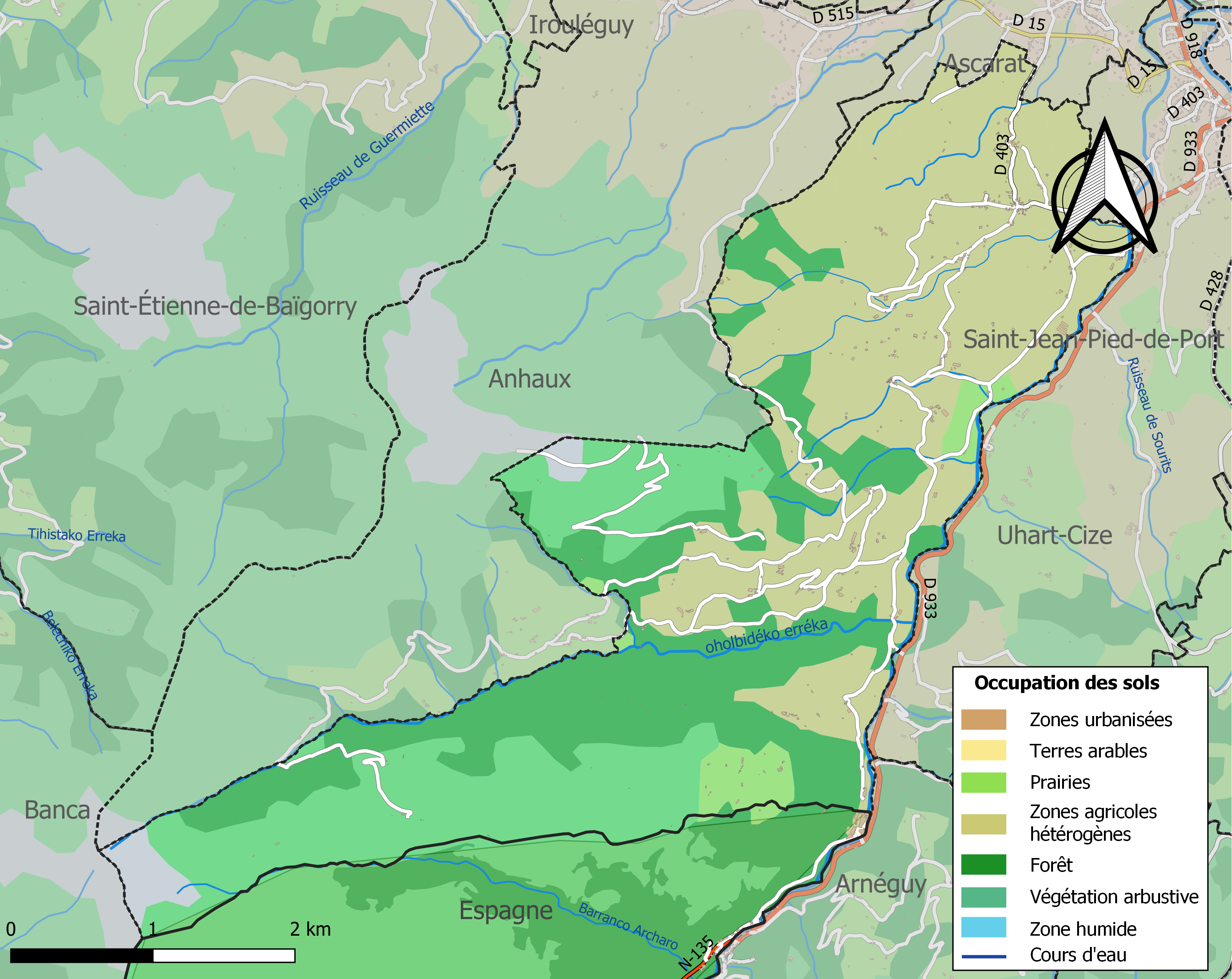
Carte des infrastructures et de l'occupation des sols de la commune en 2018 (CLC).

L'occupation des sols de la commune, telle qu'elle ressort de la base de données européenne d’occupation biophysique des sols Corine Land Cover (CLC), est marquée par l'importance des forêts et milieux semi-naturels (50,9 % en 2018), en augmentation par rapport à 1990 (49,1 %). La répartition détaillée en 2018 est la suivante : 
zones agricoles hétérogènes (46 %), forêts (26,6 %), milieux à végétation arbustive et/ou herbacée (22,3 %), prairies (3,2 %), espaces ouverts, sans ou avec peu de végétation (1,9 %). L'évolution de l’occupation des sols de la commune et de ses infrastructures peut être observée sur les différentes représentations cartographiques du territoire : la carte de Cassini (XVIIIe siècle), la carte d'état-major (1820-1866) et les cartes ou photos aériennes de l'IGN pour la période actuelle (1950 à aujourd'hui).

### Lieux-dits et hameaux
- Etchartea ;
- Harguinabehere (1798) renommée Harginainia (1900), et rebaptisée Harginabehere en 2005 ;
- Hiribehere ;
- Lascorria.

### Voies de communication et transports
Lasse est desservie par les routes départementales D 403 et D 933.

### Risques majeurs
Le territoire de la commune de Lasse est vulnérable à différents aléas naturels : météorologiques (tempête, orage, neige, grand froid, canicule ou sécheresse), inondations, feux de forêts et séisme (sismicité moyenne). Il est également exposé à un risque particulier : le risque de radon. Un site publié par le BRGM permet d'évaluer simplement et rapidement les risques d'un bien localisé soit par son adresse soit par le numéro de sa parcelle.

#### Risques naturels
Certaines parties du territoire communal sont susceptibles d’être affectées par le risque d’inondation par une crue torrentielle ou à montée rapide de cours d'eau, notamment la Nive d'Arnéguy. La commune a été reconnue en état de catastrophe naturelle au titre des dommages causés par les inondations et coulées de boue survenues en 1982, 1983, 2008, 2009, 2014 et 2021,.
Lasse est exposée au risque de feu de forêt. En 2020, le premier plan de protection des forêts contre les incendies (PDPFCI) a été adopté pour la période 2020-2030. La réglementation des usages du feu à l’air libre et les obligations légales de débroussaillement dans le département des Pyrénées-Atlantiques font l'objet d'une consultation de public ouverte du 16 septembre au 7 octobre 2022,.

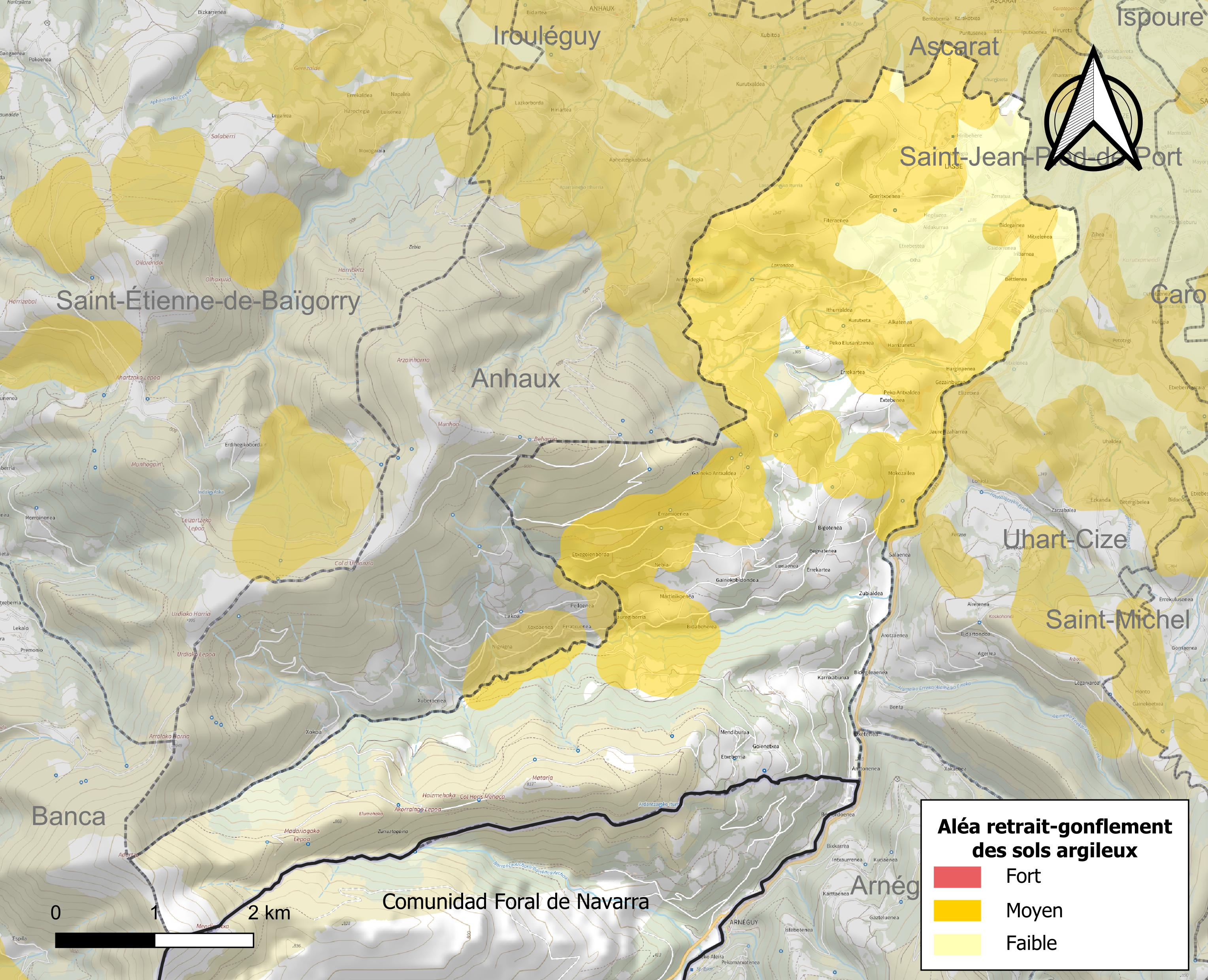
Carte des zones d'aléa retrait-gonflement des sols argileux de Lasse.

Le retrait-gonflement des sols argileux est susceptible d'engendrer des dommages importants aux bâtiments en cas d’alternance de périodes de sécheresse et de pluie. 40,3 % de la superficie communale est en aléa moyen ou fort (59 % au niveau départemental et 48,5 % au niveau national). Depuis le 1er octobre 2020, en application de la loi ELAN, différentes contraintes s'imposent aux vendeurs, maîtres d'ouvrages ou constructeurs de biens situés dans une zone classée en aléa moyen ou fort,.

#### Risque particulier
Dans plusieurs parties du territoire national, le radon, accumulé dans certains logements ou autres locaux, peut constituer une source significative d’exposition de la population aux rayonnements ionisants. Selon la classification de 2018, la commune de Lasse est classée en zone 3, à savoir zone à potentiel radon significatif.

## Toponymie
Le toponyme Lasse provient du basque latsa 'cours d'eau'.
Il est documenté sous les formes 
Lasa (1513, titres de Pampelune) et 
Santus Martinus de Lasse (1764, collations du diocèse de Bayonne).
Le nom basque actuel est Lasa.
Le toponyme Mocosail apparaît sous les formes 
Mocozuayn (1621, Martin Biscay) et 
Morsail (1690, carte de Cantelli).

## Histoire
La paroisse de Lasse est mentionnée en 1266. On trouve mention, en 1333, de la commanderie de Mokosail (adaptation basque de "bon conseil"), dépendante de Roncevaux puis du chapitre de Bayonne, qui accueille les pèlerins du chemin de Saint-Jacques-de-Compostelle.

## Politique et administration
| Période                                  | Période  | Identité         | Étiquette | Qualité |
| ---------------------------------------- | -------- | ---------------- | --------- | ------- |
| avant 1981                               | ?        | Arnaud Etchart   |           |         |
| 1995                                     | 2007     | Fernand Etchart  |           |         |
| 2007                                     | 2008     | Jean Aldacourrou |           |         |
| 2008                                     | En cours | Michel Idiart    |           |         |
| Les données manquantes sont à compléter. |          |                  |           |         |

### Intercommunalité
La commune de Lasse fait partie de sept structures intercommunales :
- la communauté d'agglomération du Pays Basque ;
- le SIVOS de Garazi ;
- le syndicat d’énergie des Pyrénées-Atlantiques ;
- le syndicat intercommunal d’assainissement Ur Garbi ;
- le syndicat intercommunal pour l'aménagement et la gestion de l'abattoir de Saint-Jean-Pied-de-Port ;
- le syndicat intercommunal pour le soutien à la culture basque ;
- le syndicat mixte du bassin versant de la Nive.

## Démographie
L'enquête de 1786 recense à Lasse 92 maisons et 621 personnes.
L'évolution du nombre d'habitants est connue à travers les recensements de la population effectués dans la commune depuis 1793. Pour les communes de moins de 10 000 habitants, une enquête de recensement portant sur toute la population est réalisée tous les cinq ans, les populations de référence des années intermédiaires étant quant à elles estimées par interpolation ou extrapolation. Pour la commune, le premier recensement exhaustif entrant dans le cadre du nouveau dispositif a été réalisé en 2007.

En 2022, la commune comptait 337 habitants, en évolution de +2,43 % par rapport à 2016 (Pyrénées-Atlantiques : +3,78 %, France hors Mayotte : +2,11 %).
| 1793 | 1800 | 1806 | 1821 | 1831 | 1836 | 1841 | 1846 | 1851 |
| ---- | ---- | ---- | ---- | ---- | ---- | ---- | ---- | ---- |
| 510  | 574  | 596  | 635  | 765  | 767  | 766  | 757  | 814  |

| 1856 | 1861 | 1866 | 1872 | 1876 | 1881 | 1886 | 1891 | 1896 |
| ---- | ---- | ---- | ---- | ---- | ---- | ---- | ---- | ---- |
| 678  | 718  | 690  | 689  | 672  | 677  | 623  | 607  | 600  |

| 1901 | 1906 | 1911 | 1921 | 1926 | 1931 | 1936 | 1946 | 1954 |
| ---- | ---- | ---- | ---- | ---- | ---- | ---- | ---- | ---- |
| 560  | 570  | 559  | 521  | 480  | 510  | 455  | 442  | 398  |

| 1962 | 1968 | 1975 | 1982 | 1990 | 1999 | 2006 | 2007 | 2012 |
| ---- | ---- | ---- | ---- | ---- | ---- | ---- | ---- | ---- |
| 377  | 361  | 317  | 296  | 286  | 261  | 287  | 291  | 310  |

| 2017 | 2022 | - | - | - | - | - | - | - |
| ---- | ---- | - | - | - | - | - | - | - |
| 333  | 337  | - | - | - | - | - | - | - |

## Économie
La commune fait partie de la zone de production du vignoble d'Irouléguy et de celle de l'ossau-iraty. L'activité est principalement agricole.

## Culture locale et patrimoine

### Patrimoine civil
- La ferme Etxartea[55] date du XVIIe siècle ;
- La ferme Harguinaenea[56] date de la fin du XVIIe siècle out du début du XVIIIe siècle ;
- La ferme Laskorria[57] date du XVIIIe siècle tout comme la ferme Meriategia[58].

|  |  |

|  |  |

### Patrimoine religieux
- L'église Saint-Martin[59] date du XIXe siècle.
- Stèles discoïdales.

|  |  |  |